# 達氏副麗魚
達氏副麗魚，為輻鰭魚綱鱸形目隆頭魚亞目慈鯛科的其中一種。

## 分布
本魚分布中美洲的宏都拉斯至哥斯大黎加的溪流和湖泊。

## 特徵
本魚體呈褐色，身上佈滿均勻的黑斑，使魚看起來更修長。不連續的斑點組成的水平黑紋，從鰓蓋一直延伸到尾部，雄魚的背鰭比較尖，尾鰭基部具有黑斑。體長約在72.2公分。

## 生態
本魚棲息在湖泊或河谷中，肉食性，以鱼类、甲殼類、昆蟲為食，體型大，胃口極佳，具有侵略性。

## 經濟利用
屬於大型的觀賞魚，另外也可食用。